# Rhodotritoma
Rhodotritoma é um género de coleópteros da família Erotylidae.